# 岡彦一
岡 彦一（おか ひこいち、1916年12月22日 - 1996年1月4日）は、日本の育種学者。国立遺伝学研究所名誉所員。日本農学賞受賞。

## 人物・経歴
和歌山県和歌山市生まれ。1940年北海道帝国大学農学部卒業、大原農業研究所助手。台北帝国大学教授、台中農林専科学校（現国立中興大学）教授を経て、1954年国立遺伝学研究所に着任。1963年日本農学賞受賞。1980年定年退職、国立遺伝学研究所名誉所員。1996年勲三等瑞宝章受章。イネの遺伝育種学研究の第一人者として知られた。

## 著書
- 『生態と進化』（川那部浩哉, 田端英雄, 橘川次郎 ,栗原康, 黒岩澄雄, 八杉竜一, 岡田豊日, 大島長造共著）岩波書店 1966年
- "Origin of cultivated rice" Japan Scientific Societies Press 1988年

## 訳書
- 『中国古代遺跡が語る稲作の起源』八坂書房 1997年